# Diego Lozano
Diego Lozano Cueto, futbolísticamente conocido como Lozano (Montijo, Badajoz, 8 de febrero de 1924 - Mérida, 4 de febrero de 2011), fue un jugador internacional y entrenador español de fútbol. Aunque inició su carrera como extremo izquierdo, se afianzó y jugó casi toda su trayectoria como defensa.

## Trayectoria
Lozano comenzó a destacar como deportista en el atletismo, modalidad en la que destacó como velocista en competiciones universitarias. Su inicio como futbolista tendría lugar en el Emeritense, de Tercera División, fichando en 1943 por el Atlético de Madrid, entonces llamado Atlético Aviación. Tras dos temporadas en la capital de España marchó cedido, primero al Hércules y luego al Racing de Santander, para retornar en 1948 al Atlético de Madrid, club en el que jugaría otras seis temporadas. En 1955 fichó por el Club Deportivo Badajoz, donde fue jugador-entrenador, algo que repetiría la temporada siguiente en el Club Deportivo Tenerife.
Ya como entrenador dirigiría entre otros al Córdoba CF en la temporada 57/58, al Hércules en la 61/62, al CD Badajoz en la temporada 63/64 o al Mérida Industrial Club de Fútbol, en la temporada 1974-75.
Fue Director de la Escuela Territorial Extremeña de Entrenadores de Fútbol.
Como jugador de Primera División, Lozano disputó un total de 99 partidos, a lo largo de ocho temporadas, todas ellas con el Atlético de Madrid, marcando únicamente un gol.
En 2009 el Ayuntamiento de Mérida le dedicó una calle, en reconocimiento al que fue primer internacional del fútbol extremeño.

### Selección nacional
En 1949, el seleccionador Guillermo Eizaguirre convocó a Lozano con la Selección española, en la que debutó el 2 de enero de aquel año en un partido amistoso disputado ante Bélgica en el Estadio de Montjuïc, en Barcelona, que finalizó con empate a uno. Jugó un total de 5 encuentros con la selección española, todos en 1949, siendo el último de ellos la victoria ante Francia por 1-5 en el Estadio de Colombes, el 19 de junio en París.

## Clubes
Como jugador:
- Emeritense
- Hércules CF
- Racing de Santander
- Atlético de Madrid
- Club Deportivo Badajoz
- Club Deportivo Tenerife

## Palmarés
- 2 Ligas de España: Atlético de Madrid, 1949/50 y 1950/51.
- 1 Copa Eva Duarte: Atlético de Madrid, 1951.